# الأرباح قبل الفائدة والضرائب والإهلاك واستهلاك الدين
الأرباح قبل الفائدة والضرائب والإهلاك واستهلاك الدين (يعرف اختصارًا بالإنجليزية: EBITDA أو "إبيتدا")، هو أحد المقاييس المحاسبية الخاصة بالشركات والذي يُحسب من خلال رصد أرباح الشركة قبل خصم نفقات الفوائد، والضرائب، والإهلاك، واستهلاك الدين، إذ يعتبر مؤشرًا على ربحية تشغيل الشركة (أي كمية الأرباح التي تتحصل عليها الشركة مع أصولها الحالية والعمليات التي تقوم بها على المنتجات التي تنتجها وتبيعها، بالإضافة إلى توفير مؤشر للتدفق النقدي).
بالرغم من وجوده بقائمة الدخل، فلا يعتبر مقياس إبيتدا EBITDA جزءًا من المبادئ المحاسبية المقبولة بصفة عامة من هيئة الأوراق المالية والبورصات الأمريكية (SEC).

## الاستخدام
بالرغم من عدم الاعتراف به في المبادئ المحاسبية المقبولة بصفة عامة، يستخدم مقياس إبيتدا على نطاق واسع في عدة مجالات مالية عند تقييم أداء الشركات، مثل تحليل الأوراق المالية. يهدف هذا المقياس إلى السماح بمقارنة الربحية بين الشركات المختلفة، عن طريق خصم آثار مدفوعات الفائدة من أشكال التمويل المختلفة (من خلال تجاهل مدفوعات الفوائد)، وخصم آثار المدفوعات للسلطات (من خلال تجاهل مدفوعات الضرائب)، وتجاهل إهلاك الأصول، وتجاهل استهلاك الدين النابع غالبًا من الشهرة. يعتبر مقياس إبيتدا مقياسًا ماليًا للعمليات التي تستخدم على نطاق واسع في إستراتيجيات الاندماج والاستحواذ بالأعمال التجارية الصغيرة والأعمال التجارية بالشركات المتوسطة. من المعتاد أن تُجرى بعض التعديلات على هذا المقياس ليكون عياريًا حتى يتسنى للمُشترين أن يقارنوا بين أداء الشركات.
يشير مقياس إبيتدا عندما يكون سلبيًا إلى وجود بعض المشاكل الأساسية بالشركة في ربحيتها والتدفق النقدي الخاص بها. لكن لا يدل المقياس الإيجابي بالضرورة على أن الشركة تربح نقودًا. وذلك يرجع إلى تجاهل مقياس إبيتدا للتغييرات في رأس المال المتداول (والمطلوب عادةً في تطوير الشركات)، وفي نفقات رأس المال (المطلوبة لاستبدال الأصول غير الصالحة)، والتغييرات في الضرائب والفوائد.
لا يوافق بعض المحللين على إغفال النفقات الرأسمالية عند تقييم ربحية شركة ما، إذ توجد حاجة إلى هذه النفقات الرأسمالية للحفاظ على الأصول الأساسية والتي بدورها تؤدي إلى الربح. طرح وارن بافت سؤاله الشهير: «هل تظن الإدارة أن جنيات الأسنان الخيالية هي التي تتحمل النفقات الرأسمالية؟».

## الهامش
هامش إبيتدا هو هامش الربح قبل الفائدة، والضرائب، والإهلاك، واستهلاك الدين، ويُحسب عن طريق قسمة مقياس إبيتدا على إجمالي الإيرادات.

## سوء الاستخدام
في أغلب الوقت كان يُستخدم مقياس إبيتدا غالبًا في وصف الأداء العملي للشركة، وهذا يعني تجاهل كل التكاليف التي لا تحدث في سياق العمل الطبيعي. بالرغم من كون هذا التبسيط مفيدًا إلى حد ما، فإنه غالبًا ما يُساء استخدامه، إذ إنه يؤدي إلى اعتبار العديد من عناصر التكلفة عناصر فريدةً، وبالتالي يرفع من قيمة الربحية. وبدلًا من ذلك، في حالة الخفض من هذه العناصر غير المعتادة، يجب أن يسمى الحساب الناتج بمقياس إبيتدا المُعدل أو ما شابه.
تطلب هيئة الأوراق المالية والبورصات الأمريكية من الشركات التي تسجل أوراقها المالية معها (وعندما تقدم تقاريرها الدورية) أن توفق بين مقياس إبيتدا وصافي الربح لكي لا تُضلل المستثمرين، وذلك لأن مقياس إبيتدا (ومشتقاته المختلفة) غير معترف به من المبادئ المحاسبية المقبولة بصفة عامة.

## المشتقات المختلفة

### مقياس إبيتد-EBITD
هو مقياس محاسبي للأرباح قبل الفائدة، والضرائب، والإهلاك، ويعرف أحيانًا بالربح قبل الإهلاك، والفائدة، والضرائب (PBDIT). يرى بعض الناس أنه من المفيد معرفة قيمة هذا المقياس للعمل التجاري. ومن ناحية أخرى، قد تبرز بعض الشركات قيمة هذا المقياس في الدعاية والتقارير المقدمة للمستثمرين، بدلًا من المقاييس المعترف بها من المبادئ المحاسبية المقبولة بصفة عامة، أو الأرباح القياسية الأخرى، أو قيمة الدخل.
في الشؤون المالية، يستخدم مقياس إبيتد أحيانًا في حسابات الموازنة الرأسمالية باعتباره نقطة البداية لإنشاء قوالب يمكن تغييرها بسهولة لمراقبة آثار أي تغير يطرأ في المتغيرات المالية (مثل معدل الضريبة، وبدلات التضخم، والتغييرات في طرق الإهلاك) على صافي القيمة الحالية أو قيمة معدل العائد الداخلي، وبالتالي معرفة قابلية نجاح المشروع أو العمل الاستثماري.

### مقياس إبيتا-EBITA
هو مقياس للأرباح قبل الفائدة، والضرائب، واستهلاك الدين، ويشير إلى ربح الشركة قبل اقتطاع قيمة الفائدة والضرائب ونفقات استهلاك الدين. يستخدم هذا المقياس على نطاق واسع باعتباره مؤشرًا ماليًا لقياس كفاءة وربحية الشركة. يمكن حساب هامش الربح قبل الفائدة والضرائب واستهلاك الدين عن طريق أخذ الربح قبل تحصيل الضرائب، ثم إضافة صافي الفوائد واستهلاك الدين. في كثير من الأحيان، تكون رسوم استهلاك الدين صفرًا، وهنا يتساوى مقياس الربح قبل الفائدة والضرائب واستهلاك الدين (إبيتا) مع مقياس الربح قبل الفائدة والضرائب (إبيت-EBIT).

### مقياس إبيتدار-EBITDAR
مقياس الأرباح قبل الفائدة، والضرائب، والإهلاك، واستهلاك الدين، وتكاليف الإيجار أو إعادة الهيكلة، وهو مقياس غير معترف به من المبادئ المحاسبية المقبولة بصفة عامة ويمكن استخدامه لتقييم الأداء المالي للشركات.
يمكن استخدام مقياس إبيتدار عند مقارنة شركتين تعملان في نفس المجال مع اختلاف قاعدة الأصول عند كل منهما. على سبيل المثال، لنفترض وجود شركتين تعملان في مجال إقامة دور رعاية المسنين، والشركة الأولى تحتاج أن تستأجر المكان الذي ستقيم فيه دار الرعاية، بينما تملك الشركة الأخرى مكان دار الرعاية الخاص بها، بالتالي لن تحتاج أن تدفع رسوم للإيجار، ولكنها بدلًا من ذلك ستحتاج أن تتحمل النفقات الرأسمالية التي لا تكون بالضرورة بنفس حجم الإهلاك. يمكن المقارنة بين عمليات الشركتين من خلال دراسة مقياس إبيتدار الخاص بهما بغض النظر عن الهيكل التكويني لأصول لكل شركة.

### مقياس إبيتداكس-EBIDAX
مقياس الأرباح قبل الفائدة، والإهلاك، واستهلاك الدين، ونفقات الاستكشاف، وهو مقياس غير معترف به من المبادئ المحاسبية المقبولة بصفة عامة، ويستخدم لتقييم القوة المالية أو الأداء الخاص بشركات البترول، والغاز، والتعدين.
تختلف تكاليف الاستكشاف حسب الأساليب والوسائل المُتبعة. تسمح إزالة تكاليف الاستكشاف من الميزانية العمومية بمقارنة أفضل بين شركات الطاقة.

### مقياس أويبدا-OIBDA
هو مقياس الدخل التشغيلي قبل الإهلاك، واستهلاك الدين، ويُحسب عن طريق إضافة الإهلاك واستهلاك الدين إلى دخل التشغيل.
يختلف مقياس أويبدا عن إبيتدا لأنه يبدأ من دخل التشغيل، وليس من الأرباح. ولهذا لا يتضمن الدخل غير التشغيلي، والذي لا يميل إلى التواتر أو التكرار بمرور السنوات. يتضمن هذا المقياس الدخل الناتج من العمليات المنتظمة فقط، متجاهلًا العناصر الأخرى مثل التغييرات في سعر صرف العملات الأجنبية، والمعالجات الضريبية.
يمكن اعتبار أويبدا، وأويبدتا-OIBDTA، إبيتدا مؤشرات تحليلية للنقدية التي تتحصل عليها الشركة من خلال عملياتها بغض النظر عن هيكلها الرأسمالي والضرائب، وبالتالي تعتبر أداة مفيدة للغاية في تصميم إعادة الهيكلة، والاندماج والاستحواذ، وإعادة الرسملة، وتقييم الشركات على أساس إجمالي قيمة المؤسسة لكل شركة.